# Дезен (уметност)
Дезен или десен је појам који се односи на шару, узорак, односно врсту неког производа. Појам има широку примену, а посебно је чест у модној индустрији. 

## Порекло речи
Реч „дезен” потиче од француског појма dessin, односно италијанског disegno, што значи цртати. У основи је латинска реч designare - обележити.

## Дезен у модној индустрији
Дезен је пре свега појам који се користи у модној индустрији и представља шару на текстилу. Дезен може бити различитих величина, боја и облика. Постоје цветни дезени, пругасти, карирани, туфнасти и многи други. Дезен је веома занимљив детаљ, а што је сложенији то је занимљивији. Првобитно су дезени углавном били геометријске шаре - пруге, тачке и слично, док данас нема правила. Што је дезен оригиналнији, то је модернији. Дезен може бити било које величине, боје и структуре. Дезен на текстилу може бити креиран током израде материјала (уткан, исплетен или исхеклан), или се може накнадно извести, одштампати или осликати руком (нпр. сликање на свили).

## Дезен у музици
У музици дезен представља основу, односно основну јединицу композиције,

## Остале употребе
Дезен не мора бити само на текстилу, већ може представљати шару на било ком предмету. Дезениране могу бити торте, намештај, па чак и дрво од ког је направљен и разни други употребни предмети. На аутомобилским гумама дезен представља шару на површини гуме и њену дубину.